# Campeonato Mundial de Voleibol Feminino Sub-20 de 2019
O Campeonato Mundial de Voleibol Feminino Sub-20 de 2019 foi a vigésima edição do Campeonato Mundial de Voleibol Feminino sub-20, competido pelos times nacionais femininos abaixo da idade de 20 anos pelos membros da Fédération Internationale de Volleyball (FIVB), corpo governante global da modalidade. O torneio final foi realizado no México de 12 a 21 de julho de 2019. O México disputou o torneio como sede pela quarta vez. 
As finais envolveram 16 equipes, das quais 15 vieram através de competições qualificatórias, enquanto a nação sede qualificou-se automaticamente. Dos 16 times, 15 estiveram presentes na última edição do torneio em 2017, enquanto Ruanda fez sua primeira aparição no Campeonato Mundial de Voleibol Feminino sub-20.
A China é a atual campeã, tendo conquistado seu terceiro título no México.
A seleção japonesa conquista pela primeira vez  o título mundial nesta edição ao derrotar a Itália, e completando o pódio a seleção russa.A atacante do time campeão Mayu Ishikawa foi eleita a melhor jogadora da edição.

## Equipes qualificadas
Um total de 16 equipes se qualificaram para o torneio final. Além do México que se qualificou automaticamente como país-sede, outros 10 times se qualificaram por competições continentais separadas e outros 5 times se qualificaram pelo Ranking Mundial.
| Torneio de qualificação          | Data                                 | Sede              | Vagas | Qualificados         | Última participação |
| -------------------------------- | ------------------------------------ | ----------------- | ----- | -------------------- | ------------------- |
| País-sede                        | 28 de agosto de 2018                 | Lausana           | 1     | México               | 2017                |
| Campeonato Asiático de 2018      | 10-17 de junho de 2018               | Bắc Ninh e Từ Sơn | 2     | Japão                | 2017                |
| Campeonato Asiático de 2018      | 10-17 de junho de 2018               | Bắc Ninh e Từ Sơn | 2     | China                | 2017                |
| Campeonato NORCECA de 2018       | 16-24 de junho de 2018               | Aguascalientes    | 1     | Estados Unidos       | 2017                |
| Campeonato Africano de 2018      | 26 de agosto - 2 de setembro de 2018 | Nairobi           | 2     | Egito                | 2017                |
| Campeonato Africano de 2018      | 26 de agosto - 2 de setembro de 2018 | Nairobi           | 2     | Ruanda               | Estreante           |
| Campeonato Europeu de 2018       | 1-9 de setembro de 2018              | Tirana e Durrës   | 2     | Itália               | 2017                |
| Campeonato Europeu de 2018       | 1-9 de setembro de 2018              | Tirana e Durrës   | 2     | Rússia               | 2017                |
| Campeonato Sul-Americano de 2018 | 17-21 de outubro de 2018             | Lima              | 2     | Brasil               | 2017                |
| Campeonato Sul-Americano de 2018 | 17-21 de outubro de 2018             | Lima              | 2     | Argentina            | 2017                |
| Copa Pan-Americana de 2019       | 13-18 de maio de 2019                | Lima              | 1     | Cuba                 | 2017                |
| Ranking Mundial                  | A partir de 1 de janeiro de 2019     | Lausana           | 5     | Turquia              | 2017                |
| Ranking Mundial                  | A partir de 1 de janeiro de 2019     | Lausana           | 5     | Polônia              | 2017                |
| Ranking Mundial                  | A partir de 1 de janeiro de 2019     | Lausana           | 5     | República Dominicana | 2017                |
| Ranking Mundial                  | A partir de 1 de janeiro de 2019     | Lausana           | 5     | Sérvia               | 2017                |
| Ranking Mundial                  | A partir de 1 de janeiro de 2019     | Lausana           | 5     | Peru                 | 2017                |
| Total                            | Total                                | Total             | 16    |                      |                     |

## Sorteio
O sorteio aconteceu em León, México em 18 de junho de 2019. Por México ser o país-sede, foi colocado na primeira posição do grupo A. As 7 primeiras equipes do Ranking Mundial, em janeiro de 2019, foram distribuídas num sistema de serpentina nas duas primeiras linhas. As oito equipes restantes foram sorteadas nas próximas duas linhas. Os números entre parênteses indica a colocação no Ranking Mundial (em janeiro de 2019). 
| Times distribuídos                         | Times distribuídos                                    | Pote 1                                                        | Pote 2                                      |
| ------------------------------------------ | ----------------------------------------------------- | ------------------------------------------------------------- | ------------------------------------------- |
| México (12) China (1) Rússia (2) Japão (3) | Brasil (4) Turquia (5) Polônia (6) Estados Unidos (7) | Itália (8) República Dominicana (9) Argentina (10) Egito (11) | Peru (13) Sérvia (13) Cuba (16) Ruanda (17) |

### Composição das chaves
| Chave A        | Chave B | Chave C   | Chave D              |
| -------------- | ------- | --------- | -------------------- |
| México         | China   | Rússia    | Japão                |
| Estados Unidos | Polônia | Turquia   | Brasil               |
| Itália         | Egito   | Argentina | República Dominicana |
| Cuba           | Peru    | Sérvia    | Ruanda               |

## Locais dos jogos
| León             | Aguascalientes             |
| ---------------- | -------------------------- |
| Domo de la Feria | Auditorio Hermanos Carreon |
| Capacidade: 5000 | Capacidade: 3000           |
|                  | Sem imagem                 |

## Juízes
Neste torneio participaram dezesseis juízes das 5 confederações continentais. 
| AVC (1) - Irina Kabulbekova |  | CAVB (2) - Marthe Clémence Eyike - Abderrazek Hariz |  | CEV (4) - Sinisa Isajlovic - Sabine Witte - Roy Goren - Sanja Miklosic |  | CSV (4) - Angela Grass - Misael Galindo Reyez - Rocio Aida Huarcaya Lopez - José Blanco Gonto |  | NORCECA (5) - Andrew Robb - Lourdes Perez Perez - Nestor Bienvenido Mateo Perez - Maria Del Carmen Idalia Duran Guzman - Pablo Mendoza Sanchez |

## Formato da disputa
A competição reuniu 16 equipes, com partidas em oito dias (e recesso de dois dias). As seleções foram distribuídas em quatro grupos, definidos de A a D, com disputas dentro de cada chave. Ao final, as duas primeiras equipes de cada grupo foram distribuídas na segunda fase nos grupos E e F (com chance de avançar ao título), enquanto que as duas últimas equipes de cada grupo formaram na segunda fase os grupos G e H (visando enquadramento para as disputas de 9º ao 16º lugar).
Ao final da segunda fase, as duas primeiras colocadas dos grupos E e F se qualificaram para as semi-finais e, por sua vez, as equipes eliminadas destes grupos foram para a disputa do 5º ao 8º lugar. Quanto às duas primeiras seleções dos grupos G e H, estas foram ao playoff da 9ª à 12ª colocação, enquanto que as eliminadas destes dois grupos disputaram o playoff que determinou o posicionamento final do 13º ao 16º lugar.

## Critérios de posicionamento de chave
1. Número de vitórias
2. Pontos
3. Razão de sets
4. Razão de pontos
5. Se a razão de pontos não for suficiente para o desempate entre dois times, a prioridade será dada ao time que ganhou a última partida disputada entre eles. Se a razão de pontos não for suficiente para o desempate entre três ou mais times, uma nova classificação desses times em termo de pontos 1, 2 e 3 será feita levando em consideração apenas as partidas em que se enfrentaram.

Partida vencida por 3-0 ou 3-1: 3 pontos para o vencedor, 0 pontos para o perdedor;
Partida vencida por 3-2: 2 pontos para o vencedor, 1 ponto para o perdedor. 

## Primeira fase
|  | Qualificados para a Segunda Fase (Grupo E) |
|  | Qualificados para a Segunda Fase (Grupo F) |
|  | Qualificados para a Segunda Fase (Grupo G) |
|  | Qualificados para a Segunda Fase (Grupo H) |

### Grupo A
Classificação
|     |                |     | Jogos | Jogos | Jogos | Pontos | Pontos | Pontos | Sets | Sets | Sets  |
| Pos | Equipe         | Pts | T     | V     | D     | V      | P      | R      | V    | P    | R     |
| --- | -------------- | --- | ----- | ----- | ----- | ------ | ------ | ------ | ---- | ---- | ----- |
| 1   | Itália         | 9   | 3     | 3     | 0     | 252    | 211    | 1.194  | 9    | 1    | 9,000 |
| 2   | Estados Unidos | 6   | 3     | 2     | 1     | 251    | 225    | 1.116  | 7    | 3    | 2.333 |
| 3   | México         | 3   | 3     | 1     | 2     | 214    | 232    | 0.922  | 3    | 7    | 0.429 |
| 4   | Cuba           | 0   | 3     | 0     | 3     | 194    | 243    | 0.798  | 1    | 9    | 0.111 |

| Data   | Hora  |                   | Placar |                   | Set 1 | Set 2 | Set 3 | Set 4 | Set 5 | Total   | Relatório |
| ------ | ----- | ----------------- | ------ | ----------------- | ----- | ----- | ----- | ----- | ----- | ------- | --------- |
| 12 jul | 12:30 | Estados Unidos    | 1–3    | ' Itália'         | 26–28 | 25–18 | 28–30 | 22–25 |       | 101–101 | 99-67     |
| 12 jul | 21:00 | 'México '         | 3–1    | Cuba              | 25–16 | 18–25 | 25–17 | 25–23 |       | 93–81   | 110-108   |
| 13 jul | 12:30 | Cuba              | 0–3    | ' Itália'         | 20–25 | 13–25 | 17–25 |       |       | 50–75   | 61-75     |
| 13 jul | 20:00 | México            | 0–3    | ' Estados Unidos' | 17–25 | 23–25 | 21–25 |       |       | 61–75   | 98-71     |
| 14 jul | 12:30 | 'Estados Unidos ' | 3–0    | Cuba              | 25–20 | 25–23 | 25–20 |       |       | 75–63   | 75-51     |
| 14 jul | 20:00 | 'Itália '         | 3–0    | México            | 26–24 | 25–21 | 25–15 |       |       | 76–60   | 76-60     |

### Grupo B
Classificação
|     |         |     | Jogos | Jogos | Jogos | Pontos | Pontos | Pontos | Sets | Sets | Sets  |
| Pos | Equipe  | Pts | T     | V     | D     | V      | P      | R      | V    | P    | R     |
| --- | ------- | --- | ----- | ----- | ----- | ------ | ------ | ------ | ---- | ---- | ----- |
| 1   | Polônia | 7   | 3     | 2     | 1     | 236    | 217    | 1.088  | 8    | 3    | 2.667 |
| 2   | China   | 6   | 3     | 2     | 1     | 301    | 248    | 1.214  | 8    | 5    | 1.600 |
| 3   | Peru    | 5   | 3     | 2     | 1     | 248    | 235    | 1.055  | 6    | 5    | 1.200 |
| 4   | Egito   | 0   | 3     | 0     | 3     | 140    | 225    | 0.622  | 0    | 9    | 0,000 |

| Data   | Hora  |            | Placar |          | Set 1 | Set 2 | Set 3 | Set 4 | Set 5 | Total   | Relatório |
| ------ | ----- | ---------- | ------ | -------- | ----- | ----- | ----- | ----- | ----- | ------- | --------- |
| 12 jul | 12:30 | China      | 2–3    | ' Peru'  | 27–29 | 25–18 | 19–25 | 25–20 | 17–19 | 113–111 | 113–111   |
| 12 jul | 15:00 | 'Polônia ' | 3–0    | Egito    | 25–17 | 25–14 | 25–11 |       |       | 75–42   | 75–42     |
| 13 jul | 12:30 | 'Peru '    | 3–0    | Egito    | 25–16 | 25–15 | 25–16 |       |       | 75–47   | 75–47     |
| 13 jul | 15:00 | 'China '   | 3–2    | Polônia  | 23–25 | 25–17 | 25–12 | 25–27 | 15–5  | 113–86  | 113–86    |
| 14 jul | 12:30 | 'Polônia ' | 3–0    | Peru     | 25–22 | 25–20 | 25–20 |       |       | 75–62   | 75–62     |
| 14 jul | 15:00 | Egito      | 0–3    | ' China' | 18–25 | 20–25 | 13–25 |       |       | 51–75   | 51–75     |

### Grupo C
Classificação
|     |           |     | Jogos | Jogos | Jogos | Pontos | Pontos | Pontos | Sets | Sets | Sets  |
| Pos | Equipe    | Pts | T     | V     | D     | V      | P      | R      | V    | P    | R     |
| --- | --------- | --- | ----- | ----- | ----- | ------ | ------ | ------ | ---- | ---- | ----- |
| 1   | Rússia    | 8   | 3     | 3     | 0     | 278    | 246    | 1.130  | 9    | 3    | 3,000 |
| 2   | Turquia   | 5   | 3     | 2     | 1     | 301    | 302    | 0.997  | 8    | 7    | 1.143 |
| 3   | Sérvia    | 8   | 8     | 1     | 7     | 297    | 297    | 1,000  | 8    | 4    | 2,000 |
| 4   | Argentina | 4   | 4     | 0     | 4     | 193    | 206    | 0.937  | 1    | 6    | 0.167 |

| Data   | Hora  |            | Placar |           | Set 1 | Set 2 | Set 3 | Set 4 | Set 5 | Total  | Relatório |
| ------ | ----- | ---------- | ------ | --------- | ----- | ----- | ----- | ----- | ----- | ------ | --------- |
| 12 jul | 17:30 | 'Rússia '  | 3–1    | Sérvia    | 25–21 | 30–28 | 21–25 | 25–22 |       | 101–96 | 101–96    |
| 12 jul | 21:00 | 'Turquia ' | 3–2    | Argentina | 23–25 | 25–18 | 25–21 | 21–25 | 15–7  | 109–96 | 109–96    |
| 13 jul | 17:30 | 'Sérvia '  | 3–2    | Argentina | 13–25 | 19–25 | 25–22 | 25–12 | 15–13 | 97–97  | 97–97     |
| 13 jul | 20:00 | 'Rússia '  | 3–2    | Turquia   | 25–12 | 25–17 | 16–25 | 20–25 | 16–14 | 102–93 | 102–93    |
| 14 jul | 17:30 | 'Turquia ' | 3–2    | Sérvia    | 18–25 | 25–23 | 25–23 | 16–25 | 15–8  | 99–104 | 99–104    |
| 14 jul | 20:00 | Argentina  | 0–3    | ' Rússia' | 21–25 | 16–25 | 20–25 |       |       | 57–75  | 57-75     |

### Grupo D
Classificação
|     |                      |     | Jogos | Jogos | Jogos | Pontos | Pontos | Pontos | Sets | Sets | Sets  |
| Pos | Equipe               | Pts | T     | V     | D     | V      | P      | R      | V    | P    | R     |
| --- | -------------------- | --- | ----- | ----- | ----- | ------ | ------ | ------ | ---- | ---- | ----- |
| 1   | Japão                | 9   | 3     | 3     | 0     | 226    | 145    | 1.559  | 9    | 0    | MAX   |
| 2   | Brasil               | 6   | 3     | 2     | 1     | 215    | 149    | 1.443  | 6    | 3    | 2,000 |
| 3   | República Dominicana | 3   | 3     | 1     | 2     | 177    | 198    | 0.894  | 3    | 6    | 0.500 |
| 4   | Ruanda               | 0   | 3     | 0     | 3     | 99     | 225    | 0.440  | 0    | 9    | 0,000 |

| Data   | Hora  |                      | Placar |                         | Set 1 | Set 2 | Set 3 | Set 4 | Set 5 | Total | Relatório |
| ------ | ----- | -------------------- | ------ | ----------------------- | ----- | ----- | ----- | ----- | ----- | ----- | --------- |
| 12 jul | 15:00 | 'Japão '             | 3–0    | Ruanda                  | 25–8  | 25–9  | 25–4  |       |       | 75–21 | 75–21     |
| 12 jul | 17:30 | 'Brasil '            | 3–0    | República Dominicana    | 25–12 | 25–11 | 25–20 |       |       | 75–43 | 75–43     |
| 13 jul | 15:00 | Ruanda               | 0–3    | ' República Dominicana' | 19–25 | 15–25 | 14–25 |       |       | 48–75 | 48–75     |
| 13 jul | 17:30 | 'Japão '             | 3–0    | Brasil                  | 26–24 | 25–22 | 25–19 |       |       | 76–65 | 76–65     |
| 14 jul | 15:00 | 'Brasil '            | 3–0    | Ruanda                  | 25–8  | 25–9  | 25–13 |       |       | 75–30 | 75–30     |
| 14 jul | 17:30 | República Dominicana | 0–3    | ' Japão'                | 15–25 | 21–25 | 23–25 |       |       | 59–75 | 59–75     |

## Segunda fase
|  | Qualificados para as Semifinais                    |
|  | Qualificados para as Disputa do 5º ao 8º lugares   |
|  | Qualificados para as Disputa do 9º ao 12º lugares  |
|  | Qualificados para as Disputa do 13º ao 16º lugares |

### Grupo E
Classificação
|     |        |     | Jogos | Jogos | Jogos | Pontos | Pontos | Pontos | Sets | Sets | Sets  |
| Pos | Equipe | Pts | T     | V     | D     | V      | P      | R      | V    | P    | R     |
| --- | ------ | --- | ----- | ----- | ----- | ------ | ------ | ------ | ---- | ---- | ----- |
| 1   | Itália | 7   | 3     | 2     | 1     | 254    | 233    | 1.090  | 8    | 3    | 2.667 |
| 2   | Rússia | 5   | 3     | 2     | 1     | 134    | 127    | 1.055  | 6    | 5    | 1.200 |
| 3   | Brasil | 4   | 3     | 1     | 2     | 241    | 244    | 0.988  | 5    | 6    | 0.833 |
| 4   | China  | 2   | 3     | 1     | 2     | 221    | 252    | 0.877  | 3    | 8    | 0.375 |

| Data   | Hora  |           | Placar |           | Set 1 | Set 2 | Set 3 | Set 4 | Set 5 | Total  | Relatório |
| ------ | ----- | --------- | ------ | --------- | ----- | ----- | ----- | ----- | ----- | ------ | --------- |
| 16 jul | 14:30 | 'Itália ' | 3–0    | Brasil    | 27–25 | 25–21 | 25–18 |       |       | 77–64  | 77-64     |
| 16 jul | 17:00 | China     | 0–3    | ' Rússia' | 15–25 | 14–25 | 23–25 |       |       | 52–75  | 52-75     |
| 17 jul | 14:30 | Rússia    | 0–3    | ' Brasil' | 22–25 | 23–25 | 14–25 |       |       | 59–75  | 59-75     |
| 17 jul | 17:00 | 'Itália ' | 3–0    | China     | 25–19 | 25–22 | 25–20 |       |       | 75–61  | 75-61     |
| 18 jul | 14:30 | 'China '  | 3–2    | Brasil    | 25–21 | 23–25 | 25–20 | 20-25 | 15-11 | 108–66 | 108-102   |
| 18 jul | 17:00 | Itália    | 2–3    | ' Rússia' | 25–22 | 25–21 | 21–25 | 20-25 | 11-15 | 102–68 | 102-108   |

### Grupo F
Classificação
|     |                |     | Jogos | Jogos | Jogos | Pontos | Pontos | Pontos | Sets | Sets | Sets  |
| Pos | Equipe         | Pts | T     | V     | D     | V      | P      | R      | V    | P    | R     |
| --- | -------------- | --- | ----- | ----- | ----- | ------ | ------ | ------ | ---- | ---- | ----- |
| 1   | Japão          | 8   | 3     | 3     | 0     | 284    | 239    | 1.188  | 9    | 3    | 3,000 |
| 2   | Turquia        | 7   | 3     | 2     | 1     | 281    | 271    | 1.037  | 8    | 4    | 2,000 |
| 3   | Polônia        | 3   | 3     | 1     | 2     | 249    | 259    | 0.961  | 5    | 6    | 0.833 |
| 4   | Estados Unidos | 0   | 3     | 0     | 3     | 187    | 232    | 0.806  | 0    | 9    | 0,000 |

| Data   | Hora  |                | Placar |                | Set 1 | Set 2 | Set 3 | Set 4 | Set 5 | Total  | Relatório |
| ------ | ----- | -------------- | ------ | -------------- | ----- | ----- | ----- | ----- | ----- | ------ | --------- |
| 16 jul | 19:30 | Polônia        | 1–3    | ' Turquia'     | 26–24 | 23–25 | 21–25 | 18-25 |       | 88–74  | 88-99     |
| 16 jul | 22:00 | Estados Unidos | 0–3    | ' Japão'       | 18–25 | 15–25 | 20–25 |       |       | 53–75  | 53-75     |
| 17 jul | 19:30 | 'Japão '       | 3–2    | Turquia        | 22–25 | 20–25 | 25–15 | 25-19 | 18-16 | 110–65 | 110-100   |
| 17 jul | 22:00 | 'Polônia '     | 3–0    | Estados Unidos | 25–18 | 25–20 | 25–23 |       |       | 75–61  | 75-61     |
| 18 jul | 19:30 | Estados Unidos | 0–3    | ' Turquia'     | 23–25 | 20–25 | 30–32 |       |       | 73–82  | 73-82     |
| 18 jul | 22:00 | Polônia        | 1–3    | ' Japão'       | 20–25 | 26–24 | 21–25 | 19-25 |       | 86–74  | 86-99     |

### Grupo G
Classificação
|     |        |     | Jogos | Jogos | Jogos | Pontos | Pontos | Pontos | Sets | Sets | Sets  |
| Pos | Equipe | Pts | T     | V     | D     | V      | P      | R      | V    | P    | R     |
| --- | ------ | --- | ----- | ----- | ----- | ------ | ------ | ------ | ---- | ---- | ----- |
| 1   | México | 9   | 3     | 3     | 0     | 246    | 182    | 1.352  | 9    | 1    | 9,000 |
| 2   | Sérvia | 6   | 3     | 2     | 1     | 233    | 182    | 1.280  | 7    | 3    | 2.333 |
| 3   | Egito  | 3   | 3     | 1     | 2     | 177    | 205    | 0.863  | 3    | 6    | 0.500 |
| 4   | Ruanda | 0   | 3     | 0     | 3     | 138    | 225    | 0.613  | 0    | 9    | 0,000 |

| Data   | Hora  |           | Placar |           | Set 1 | Set 2 | Set 3 | Set 4 | Set 5 | Total | Relatório |
| ------ | ----- | --------- | ------ | --------- | ----- | ----- | ----- | ----- | ----- | ----- | --------- |
| 16 jul | 14:30 | Egito     | 0–3    | ' Sérvia' | 20–25 | 15–25 | 15–25 |       |       | 50–75 | 50-75     |
| 16 jul | 17:00 | 'México ' | 3–0    | Ruanda    | 25–14 | 25–17 | 25–16 |       |       | 75–47 | 75-47     |
| 17 jul | 14:30 | 'Sérvia ' | 3–0    | Ruanda    | 25–12 | 25–12 | 25–12 |       |       | 75–36 | 75-36     |
| 17 jul | 17:00 | 'México ' | 3–0    | Egito     | 25–20 | 25–17 | 25–15 |       |       | 75–52 | 75-52     |
| 18 jul | 14:30 | 'Egito '  | 3–0    | Ruanda    | 25–18 | 25–18 | 25–19 |       |       | 75–55 | 75-55     |
| 18 jul | 17:00 | 'México ' | 3–1    | Sérvia    | 21–25 | 25–19 | 25–21 | 25-18 |       | 96–65 | 96-83     |

### Grupo H
Classificação
|     |                      |     | Jogos | Jogos | Jogos | Pontos | Pontos | Pontos | Sets | Sets | Sets  |
| Pos | Equipe               | Pts | T     | V     | D     | V      | P      | R      | V    | P    | R     |
| --- | -------------------- | --- | ----- | ----- | ----- | ------ | ------ | ------ | ---- | ---- | ----- |
| 1   | Argentina            | 9   | 3     | 3     | 0     | 243    | 201    | 1.209  | 9    | 1    | 9,000 |
| 2   | Peru                 | 6   | 3     | 2     | 1     | 232    | 222    | 1.045  | 6    | 4    | 1.500 |
| 3   | República Dominicana | 2   | 3     | 1     | 2     | 254    | 274    | 0.927  | 4    | 8    | 0.500 |
| 4   | Cuba                 | 1   | 3     | 0     | 3     | 247    | 279    | 0.885  | 3    | 9    | 0.333 |

| Data   | Hora  |                      | Placar |                         | Set 1 | Set 2 | Set 3 | Set 4 | Set 5 | Total  | Relatório |
| ------ | ----- | -------------------- | ------ | ----------------------- | ----- | ----- | ----- | ----- | ----- | ------ | --------- |
| 16 jul | 19:30 | Peru                 | 0–3    | ' Argentina'            | 23–25 | 17–25 | 22–25 |       |       | 62–75  | 62-75     |
| 16 jul | 22:00 | Cuba                 | 2–3    | ' República Dominicana' | 20–25 | 20–25 | 25–22 | 25-19 | 16-18 | 106–72 | 106-109   |
| 17 jul | 19:30 | República Dominicana | 0–3    | ' Argentina'            | 19–25 | 16–25 | 21–25 |       |       | 56–75  | 56-75     |
| 17 jul | 22:00 | 'Peru '              | 3–0    | Cuba                    | 27–25 | 25–13 | 25–20 |       |       | 77–58  | 77-58     |
| 18 jul | 19:30 | Cuba                 | 1–3    | ' Argentina'            | 22–25 | 17–25 | 25–18 | 19-25 |       | 83–68  | 83-93     |
| 18 jul | 22:00 | 'Peru '              | 3–1    | República Dominicana    | 18–25 | 25–23 | 25–19 | 25-22 |       | 93–67  | 93-89     |

## Fase final

### Classificação do 13º ao 16º lugares
Resultados
| Data   | Hora  |                         | Placar |         | Set 1 | Set 2 | Set 3 | Set 4 | Set 5 | Total | Relatório |
| ------ | ----- | ----------------------- | ------ | ------- | ----- | ----- | ----- | ----- | ----- | ----- | --------- |
| 20 jul | 14:30 | Egito                   | 1–3    | ' Cuba' | 25–20 | 11–25 | 13–25 | 15-25 |       | 64–70 | 64-95     |
| 20 jul | 17:00 | 'República Dominicana ' | 3–0    | Ruanda  | 25–14 | 25–13 | 25–21 |       |       | 75–48 | 75-48     |

### Classificação do 9º ao 12º lugares
Resultados
| Data   | Hora  |           | Placar |           | Set 1 | Set 2 | Set 3 | Set 4 | Set 5 | Total  | Relatório |
| ------ | ----- | --------- | ------ | --------- | ----- | ----- | ----- | ----- | ----- | ------ | --------- |
| 20 jul | 19:30 | Argentina | 1–3    | ' Sérvia' | 17–25 | 20–25 | 25–23 | 19-25 |       | 81–73  | 81-98     |
| 20 jul | 22:00 | 'México ' | 3–2    | Peru      | 23–25 | 20–25 | 25–17 | 25-12 | 15-10 | 108–67 | 108-89    |

### Classificação do 5º ao 8º lugares
Resultados
| Data   | Hora  |            | Placar |                | Set 1 | Set 2 | Set 3 | Set 4 | Set 5 | Total  | Relatório |
| ------ | ----- | ---------- | ------ | -------------- | ----- | ----- | ----- | ----- | ----- | ------ | --------- |
| 20 jul | 14:30 | 'Brasil '  | 3–1    | Estados Unidos | 25–15 | 14–25 | 25–9  | 25-15 |       | 89–49  | 89-64     |
| 20 jul | 17:00 | 'Polônia ' | 3–2    | China          | 27-25 | 25–15 | 23–25 | 14-25 | 15-12 | 104–40 | 104-102   |

### Semifinais
Resultados
| Data   | Hora  |           | Placar |         | Set 1 | Set 2 | Set 3 | Set 4 | Set 5 | Total  | Relatório |
| ------ | ----- | --------- | ------ | ------- | ----- | ----- | ----- | ----- | ----- | ------ | --------- |
| 20 jul | 19:30 | 'Japão '  | 3–2    | Rússia  | 18–25 | 26–24 | 25–13 | 18-25 | 15-12 | 102–62 | 102-99    |
| 20 jul | 22:00 | 'Itália ' | 3–2    | Turquia | 19–25 | 24–26 | 25–21 | 25-16 | 18-16 | 111–72 | 111-104   |

### Décimo quinto lugar
Resultado
| Data   | Hora  |          | Placar |        | Set 1 | Set 2 | Set 3 | Set 4 | Set 5 | Total | Relatório |
| ------ | ----- | -------- | ------ | ------ | ----- | ----- | ----- | ----- | ----- | ----- | --------- |
| 21 jul | 14:30 | 'Egito ' | 3–0    | Ruanda | 25–20 | 26–24 | 26–24 |       |       | 77–68 | 77-68     |

### Décimo terceiro lugar
Resultado
| Data   | Hora  |      | Placar |                         | Set 1 | Set 2 | Set 3 | Set 4 | Set 5 | Total | Relatório |
| ------ | ----- | ---- | ------ | ----------------------- | ----- | ----- | ----- | ----- | ----- | ----- | --------- |
| 21 jul | 17:00 | Cuba | 0–3    | ' República Dominicana' | 23–25 | 24–26 | 22–25 |       |       | 69–76 | 69-75     |

### Décimo primeiro lugar
Resultado
| Data   | Hora  |              | Placar |      | Set 1 | Set 2 | Set 3 | Set 4 | Set 5 | Total | Relatório |
| ------ | ----- | ------------ | ------ | ---- | ----- | ----- | ----- | ----- | ----- | ----- | --------- |
| 21 jul | 19:30 | 'Argentina ' | 3–1    | Peru | 25–23 | 25–18 | 23–25 | 26-24 |       | 99–66 | 99-90     |

### Nono lugar
Resultado
| Data   | Hora  |           | Placar |        | Set 1 | Set 2 | Set 3 | Set 4 | Set 5 | Total | Relatório |
| ------ | ----- | --------- | ------ | ------ | ----- | ----- | ----- | ----- | ----- | ----- | --------- |
| 21 jul | 22:00 | 'Sérvia ' | 3–0    | México | 25–23 | 25–18 | 25–22 |       |       | 75–63 | 75-63     |

### Sétimo lugar
Resultado
| Data   | Hora  |                | Placar |          | Set 1 | Set 2 | Set 3 | Set 4 | Set 5 | Total | Relatório |
| ------ | ----- | -------------- | ------ | -------- | ----- | ----- | ----- | ----- | ----- | ----- | --------- |
| 21 jul | 14:30 | Estados Unidos | 0–3    | ' China' | 20–25 | 19–25 | 20–25 |       |       | 59–75 | 59-75     |

### Quinto lugar
Resultado
| Data   | Hora  |        | Placar |            | Set 1 | Set 2 | Set 3 | Set 4 | Set 5 | Total | Relatório |
| ------ | ----- | ------ | ------ | ---------- | ----- | ----- | ----- | ----- | ----- | ----- | --------- |
| 21 jul | 17:00 | Brasil | 2–3    | ' Polônia' | 19–25 | 25–17 | 25–14 | 20-25 | 10-15 | 99–56 | 99-96     |

### Terceiro lugar
Resultado
| Data   | Hora  |           | Placar |         | Set 1 | Set 2 | Set 3 | Set 4 | Set 5 | Total  | Relatório |
| ------ | ----- | --------- | ------ | ------- | ----- | ----- | ----- | ----- | ----- | ------ | --------- |
| 21 jul | 19:30 | 'Rússia ' | 3–1    | Turquia | 25–22 | 26–28 | 25–19 | 29-27 |       | 105–69 | 105-96    |

### Final
Resultado
| Data   | Hora  |          | Placar |        | Set 1 | Set 2 | Set 3 | Set 4 | Set 5 | Total  | Relatório |
| ------ | ----- | -------- | ------ | ------ | ----- | ----- | ----- | ----- | ----- | ------ | --------- |
| 21 jul | 22:00 | 'Japão ' | 3–2    | Itália | 23–25 | 21–25 | 25–20 | 25-19 | 15-12 | 109–70 | 109-101   |